# Blue Planet Software
Bullet-Proof Software, Inc., est une entreprise américano-japonaise de logiciel créée le 10 août en 1983 par Henk Rogers,. Le logo de la société a été créé par Roger Dean. Le 22 février 2001, la société annonce la fin de ses activités après 18 ans et ferme en mars 2001,. Elle est remplacée par Blue Planet Software qui fut fondée en 1996, également par Henk Rogers, et existe toujours,. La fille de Hank, Maya Rogers, fut d'ailleurs nommée directrice-générale de l'entreprise en 2014.

## Production
- The Black Onyx : 1984 [8] :
- Tetris : 1988, Famicom [9]
- Hatris : 1992, NES[10]
- Faceball 2000 : 1992, Game Boy / Super NES [11]
- Yoshi's Cookie : 1993, Super Nintendo [12]
- The Twisted Tales of Spike McFang: 1994, SNES[13]
- Super Tetris 3 : 1994, SNES[14]
- Chou Mahou Tairiku Wozz : 1995, Super Famicom[15]
- The Next Tetris : 1999, PlayStation[16]